# Śląski Park Przemysłowy
Śląski Park Przemysłowy – wyodrębniony celowo obszar, stanowiący zwartą całość i obejmujący tereny poprzemysłowe wzdłuż Drogowej Trasy Średnicowej, która to trasa stanowi główną oś komunikacyjną Aglomeracji Górnośląskiej. Obejmuje on miasta Świętochłowice i Ruda Śląska.
ŚPP ma za zadanie przyciągać inwestorów na dobrze skomunikowane tereny. Ma także pomóc zmniejszyć bezrobocie w okolicznych miastach.